# Stazione di Aomori
La stazione di Aomori (青森駅?, Aomori-eki) è una stazione della città di Aomori, capolinea delle linee Tsugaru e Ōu gestite dalla JR East e della linea privata ferrovia Aoimori. La stazione è collegata con il treno a quella di Shin-Aomori, dove è possibile raggiungere i treni ad alta velocità del Tōhoku Shinkansen.

## Linee
JR East
■ linea principale Ōu
■ Linea Tsugaru
■ Linea Tsugaru-Kaikyō
Ferrovia Aoimori
■ Ferrovia Aoimori

## Struttura
La stazione ospita in totale 6 binari in superficie, che proseguono fino al molo, ora non più in servizio. Prima della realizzazione del tunnel del Seikan i treni infatti venivano traghettati fino in Hokkaidō. La stazione, strutturalmente è passante, ma di fatto tutti i treni terminano qui e invertono la marcia.
| 1   | ■ Ferrovia Aoimori     | per Asamushi-Onsen, Noheji e Hachinohe per Shimokita e Ōminato |
| 2   | ■ Ferrovia Aoimori     | per Asamushi-Onsen, Noheji e Hachinohe per Shimokita e Ōminato |
| 2   | ■ Linea principale Ōu  | per Shin-Aomori, Hirosaki, Ōdate e Akita                       |
| 3-6 | ■ Linea principale Ōu  | per Shin-Aomori, Hirosaki, Ōdate e Akita                       |
| 3-6 | ■ Linea Tsugaru        | per Kanita e Minmaya                                           |
| 3-6 | ■ Linea Tsugaru-Kaikyō | per Kikonai, Hakodate, Oshamanbe e Sapporo                     |

## Stazioni adiacenti
| «                            | Servizio                  | »                   |
| Linea principale Ōu          | Linea principale Ōu       | Linea principale Ōu |
| ---------------------------- | ------------------------- | ------------------- |
| Shin-Aomori                  | Locale Rapido "Fukaura"   | Capolinea           |
| Linea Tsugaru/Tsugaru-Kaikyō |                           |                     |
| Capolinea                    | Locale                    | Aburakawa           |
| Ferrovia Aoimori             |                           |                     |
| Tsutsui                      | Locale Rapido "Shimokita" | Capolinea           |